# (8690) Swindle
(8690) Swindle (1992 SW3) – planetoida z pasa głównego asteroid okrążająca Słońce w ciągu 3,7 lat w średniej odległości 2,39 au. Odkryta 24 września 1992 roku.